# 库尔贝索
库尔贝索（法語：Courbesseaux，法語發音：[kuʁbɛso]）是法国默尔特-摩泽尔省的一个市镇，属于吕内维尔区。

## 地理
库尔贝索（48°41'22"N, 6°23'46"E）面积6.32 平方千米，位于法国大東部大區默尔特-摩泽尔省，该省份为法国东北部内陆省份，是洛林的一部分，北邻比利时、卢森堡，北起顺时针与摩泽尔省、下莱茵省、孚日省和默兹省接壤。
与库尔贝索接壤的市镇（或旧市镇、城区）包括：德鲁维尔、热勒农库尔、阿罗库尔、奥埃维尔、雷梅雷维尔、塞尔。

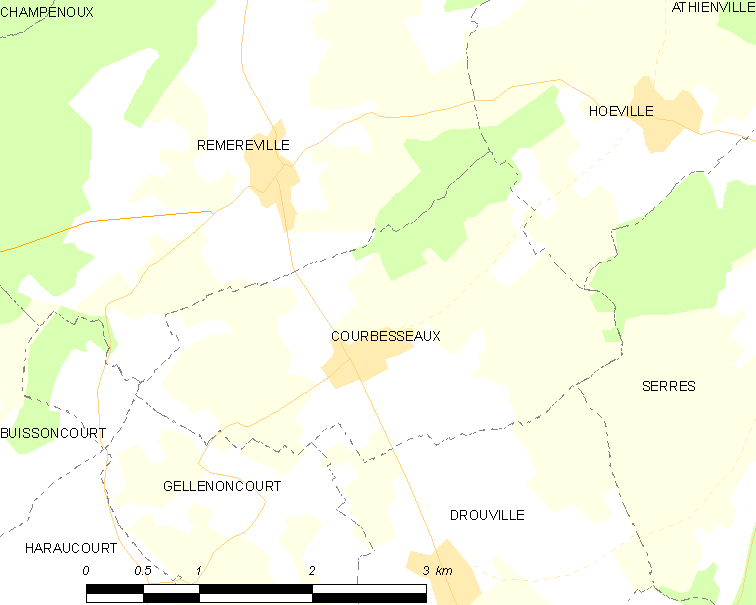
库尔贝索的OSM定位图

库尔贝索的时区为UTC+01:00、UTC+02:00（夏令时）。

## 行政
库尔贝索的邮政编码为54110，INSEE市镇编码为54139。

## 政治
库尔贝索所属的省级选区为吕内维尔第一县。

## 人口

1962-2008年间库尔贝索人口变化图示

库尔贝索于2022年1月1日时的人口数量为388人。